# Cinane

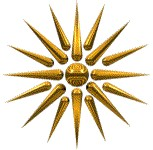
SoI de Vergina símbolo de a dinastía argeadas

Cinane (en griego antiguo Kυνανη o Kυνα, † 323 a. C.) era la medio hermana de Alejandro Magno, hija de Filipo II y Audata, una princesa iliria.
Audata enseñó a su hija a montar a caballo, cazar y luchar según la tradición iliria. Su padre la dio en matrimonio a su primo Amintas, y quedó viuda cuando este murió en el 336 a. C. Al año siguiente Alejandro le prometió su mano, como recompensa por sus servicios, a Lángaro, rey de los agrianes, pero el futuro esposo enfermó y murió.
Cinane continuó sin casarse, y dedicaba su tiempo a la educación de su hija, Adea o Eurídice, a la que entrenó en las artes marciales de igual forma que su madre la entrenó a ella. Cuando su otro medio hermano Filipo Arrideo fue elegido rey en el 323 a. C., Cinane decidió casar a Eurídice con él, y cruzó toda Asia para que así fuera.
Su influencia era bastante notable, y sus proyectos alarmaron a Pérdicas y Antígono I Monóftalmos; Pérdicas mandó a su hermano Alcetas para que la sorprendiera en el camino y la matase. Alcetas aceptó a pesar de que las tropas se oponían a tal misión, y Cinane murió con orgullo. La boda de Eurídice llegó a celebrarse, pero tanto ella como su esposo Arrideo fueron asesinados poco después por Olimpia. En el 317 a. C., Casandro, tras derrotar a Olimpia, enterró a Eurídice, Arrideo y Cinane en el cementerio real de Egas.
Polieno escribe: "Cinane, hija de Filipo, era famosa por sus conocimientos en las artes militares: conducía ejércitos, y en el campo de batalla cargaba la primera, guiando a sus soldados. En una lucha con los ilirios, mató a la reina Ceria con su propia mano, y derrotó al ejército ilirio con una gran matanza".

## Cinane como personaje de ficción
Cinane aparece como personaje en la novela histórica Juegos funerarios de Mary Renault. En la versión original, Renault le llama "Kynna".
Cinane es uno de los comandantes en 'Total War: Arena', siendo su especialidad las unidades a distancia (arqueros).